# Sergej Djagilev

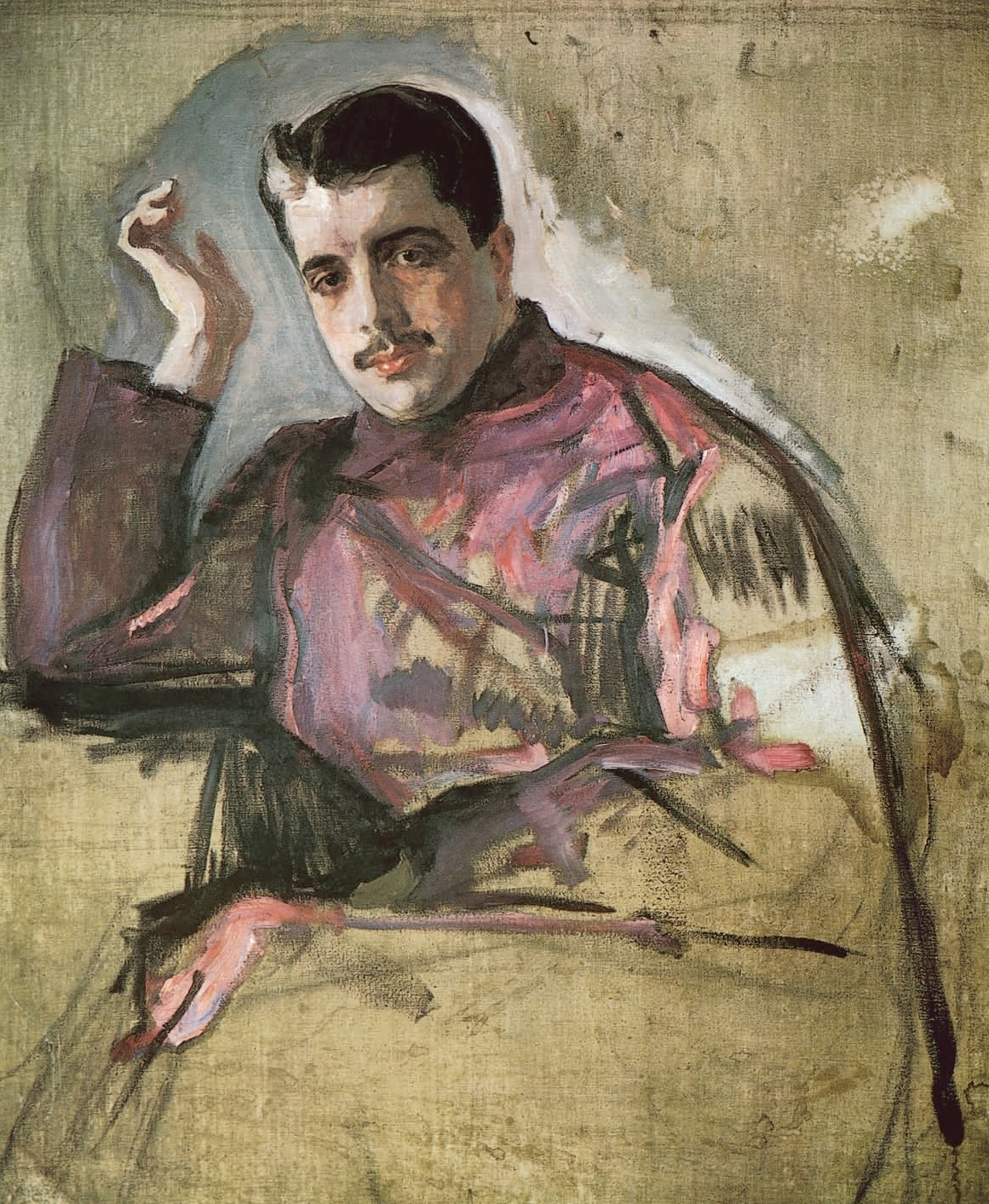
Sergej Djagilev. Porträtt av Valentin Aleksandrovitj Serov 1909

Sergej Pavlovitj Djagilev (ryska: Сергей Павлович Дягилев), född 31 mars 1872 i Selisjtji i nuvarande Novgorod oblast i Ryssland, död 19 augusti 1929 i Venedig, var en rysk balettchef och impressario.

## Biografi
Djagilev studerade juridik och musik i Sankt Petersburg. Han grundade där konsttidskriften Mir Iskusstva ("Konstens värld") med bland annat Konstantin Somov och Léon Bakst som medarbetare. Tidskriften samlade de unga konstnärerna omkring sig och utövade under ett tiotal år stort inflytande. Efter revolutionen 1905 blev Djagilev ledare för en grupp upproriska intellektuella i Sankt Petersburg.
Efter att ha medverkat vid uppsättningar av de ryska operorna Boris Godunov och Flickan från Pskov och anordnat utställningar av rysk konst, grundade Djagilev 1909 den ryska balettruppen Ballets Russes i Paris. Där samlades dansare från Moskva och Sankt Petersburg
på den tämligen nedgångna Châtelet Theatre. I gruppen ingick dansarna Wacław Niżyński, Anna Pavlova och Tamara Karsavina samt scenograferna Alexandre Benois, Léon Bakst och Michel Fokine. Säsongen varade endast en månad, den tid då artisterna hade sommarferie från sina ordinarie engagemang, men blev ändå en stor succé. Året därpå återvände Djagilev, nu på Opéra, med nästan enbart baletter koreograferade av Fokine.
Eftersom båda sommarsäsongerna varit lyckade, så bestämde Djagilev att sätta upp ett permanent balettsällskap i Paris. Fokine, Karsavina
och Niżyński beslöt sig för att medverka, liksom den legendariske balettmästaren Enrico Cecchetti från Mariinskijteatern. Han fick lysande framgångar i Västeuropas och Nordamerikas större städer balettproduktioner som Carnaval, Våroffer, Scheherazade, Cléopatra och Petrusjka. Det moderna balettdramat föddes med Ryska baletten. Bland berömda konstnärer förbunda med denna trupp märks kompositörer som Milij Balakirev, Nikolaj Tjerepnin och Igor Stravinskij, målare och scenografer som Léon Bakst och Aleksandr Golovin, kostymdesigners som Coco Chanel samt dansare och koreografer som Anna Pavlova, Tamara Karsavina, och Wacław Niżyński.
Sergej Djagilev var en konstkännare, intresserad av teater, musik och bildkonst. Han hade djärvhet och förmåga att sätta samman olika konstnärer i nya sammanhang. Han bidrog till att den västeuropeiska konstscenen kom i kontakt med den ryska. Ett första internationellt framträdande för Ryska baletten ägde rum i Paris 1909 med dansare från Moskva och S:t Petersburg. Baletten återkom därefter varje år fram till första världskrigets utbrott. Ensemblen turnerade i tre världsdelar och leddes av Djagilev fram till hans död då baletten upplöstes. Det fanns en koppling till Ryssland under första världskriget, men därefter började säsongen i Monte Carlo. Enrico Cecchetti tränade dansarna under en lång period. Efter ett tag kom dansarna från väst in, men de använde ryska namn, t.ex. Lydia Sokolova som egentligen hette Hilda Munnings.
Några av Ryska balettens legendariska dansare var Wacław Niżyński, Serge Lifar, Leon Woizikovskji, Anton Dolin, Tamara Karsavina, Lydia Lopokova, Olga Spessivtesesa, Lydia Sokolova, Alexandra Danilova och Anna Pavlova. Koreograferna var bland annat Michel Fokine, Niżyński och hans syster Bronisłava Niżyńska, Leonid Massine och George Balanchine. De arbetade starkt tillsammans med andra konstnärer inom bild som Alexandre Benois, Leon Bakst, Picasso, Matisse, Georges Braque, Giorgio de Chirico och Geogers Rouault och kompositörer som Stravinskij, Prokofjev, Ravel, Debussy, Erik Satie, Manuel de Falla och Francis Poulenc.

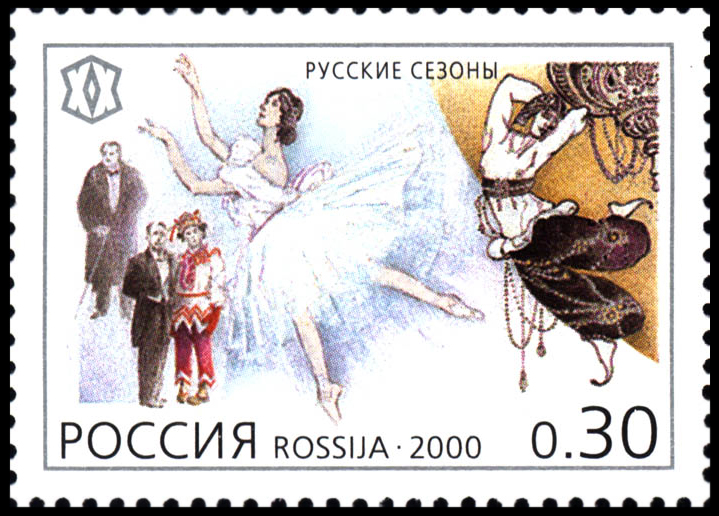
Ryskt frimärke tillägnat Djagilev 2000.

Några viktiga uppsättningar var: Sylfiderna (Fokin, 1909), Petrusjka (Fokin, 1911), En fauns eftermiddag (Niżyński, 1912), Våroffer (Niżyński, 1913), Den trekantiga hatten (Massine, 1919), Pulcinella (Massine, 1920), Les Noces (Niżyńska, 1923) och Apollon Musagetes (Balanchine, 1928).
Många rykten florerade runt Ryska balettens föreställningar. Det sades till exempel att Djagilevs premiär 1920 i Paris hade eldhärjats, och att hälften av alla hans duktiga dansare och andra inblandade hade omkommit. Det har utgetts flera böcker som handlar om Djagilevs liv, och även gjorts flera stora TV-produktioner och filmer.

## Utmärkelser
Asteroiden 4005 Dyagilev är uppkallad efter honom.